# Platygaster automenes
Platygaster automenes är en stekelart som beskrevs av Walker 1839. Platygaster automenes ingår i släktet Platygaster och familjen gallmyggesteklar. Inga underarter finns listade i Catalogue of Life.